# Romneya
Romneya is de botanische naam van een geslacht uit de papaverfamilie (Papaveraceae). Het geslacht kent twee soorten, die beide van nature voorkomen in zuidelijk Californië en Noord-Mexico. In hun oorspronkelijke verspreidingsgebied worden ze matilija poppy of tree poppy genoemd.
Het zijn meerjarige planten met een houtige stengel, die 2,5 m hoog en 1 m breed kunnen worden. De bloemen worden tot 13 cm breed. De zilver-groene bladen zijn diep ingesneden en hebben een smalle reeks haarharen langs de bladrand. In de zomer bloeien ze met grote witte bloemen met een felgeel hart.
De planten geven de voorkeur aan een warme, zonnige plek op vruchtbare grond met een goede waterafvoer. Ze zijn niet gemakkelijk te kweken, maar ook niet gemakkelijk uit te roeien.
De twee soorten zijn:
- Romneya coulteri
- Romneya trichocalyx Sommige botanici beschouwen dit als een variëteit van de eerste soort als Romneya coulteri var. trichocalyx

Voor in de tuin is de cultivar Romneya coulteri 'White cloud' beschikbaar.

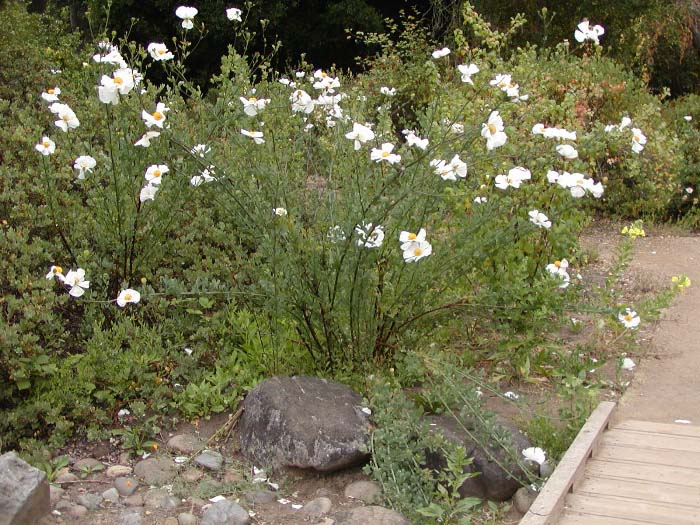
Matilija poppy in de San Francisco Botanical Garden

... · 
Argemone · 
Bocconia · 
Ceratocapnos · 
Chelidonium (Stinkende gouwe) · 
Corydalis (Helmbloem) · 
Dendromecon · 
Dicentra · 
Eschscholzia · 
Fumaria (Duivenkervel) · 
Glaucium · 
Hunnemannia · 
Meconopsis · 
Papaver (Klaproos) · 
Pseudofumaria (Muurhelmbloem) · 
Romneya ·  
Stylophorum · 
...